# Voo American Eagle 5342
Em 29 de janeiro de 2025, o Voo American Eagle 5342, operado por um Bombardier CRJ701ER, colidiu no ar com um helicóptero militar Sikorsky UH-60 Black Hawk enquanto tentava pousar no Aeroporto Nacional Ronald Reagan, em Washington D.C., Distrito de Columbia, nos Estados Unidos. Após a colisão, as aeronaves caíram no Rio Potomac, resultando na morte das 64 pessoas (60 passageiros e 4 tripulantes) a bordo da aeronave da American Eagle, mais três soldados a bordo do helicóptero, que faziam um exercício de treinamento noturno.
Este acidente foi o primeiro incidente fatal envolvendo a American Airlines desde a queda do voo 587 em 12 de novembro de 2001, o primeiro acidente fatal envolvendo a série CRJ700 e o primeiro grande acidente aéreo nos Estados Unidos envolvendo uma aeronave civil desde o Voo Continental Airlines 3407 em 2009.

## Contextos

### Aeronaves

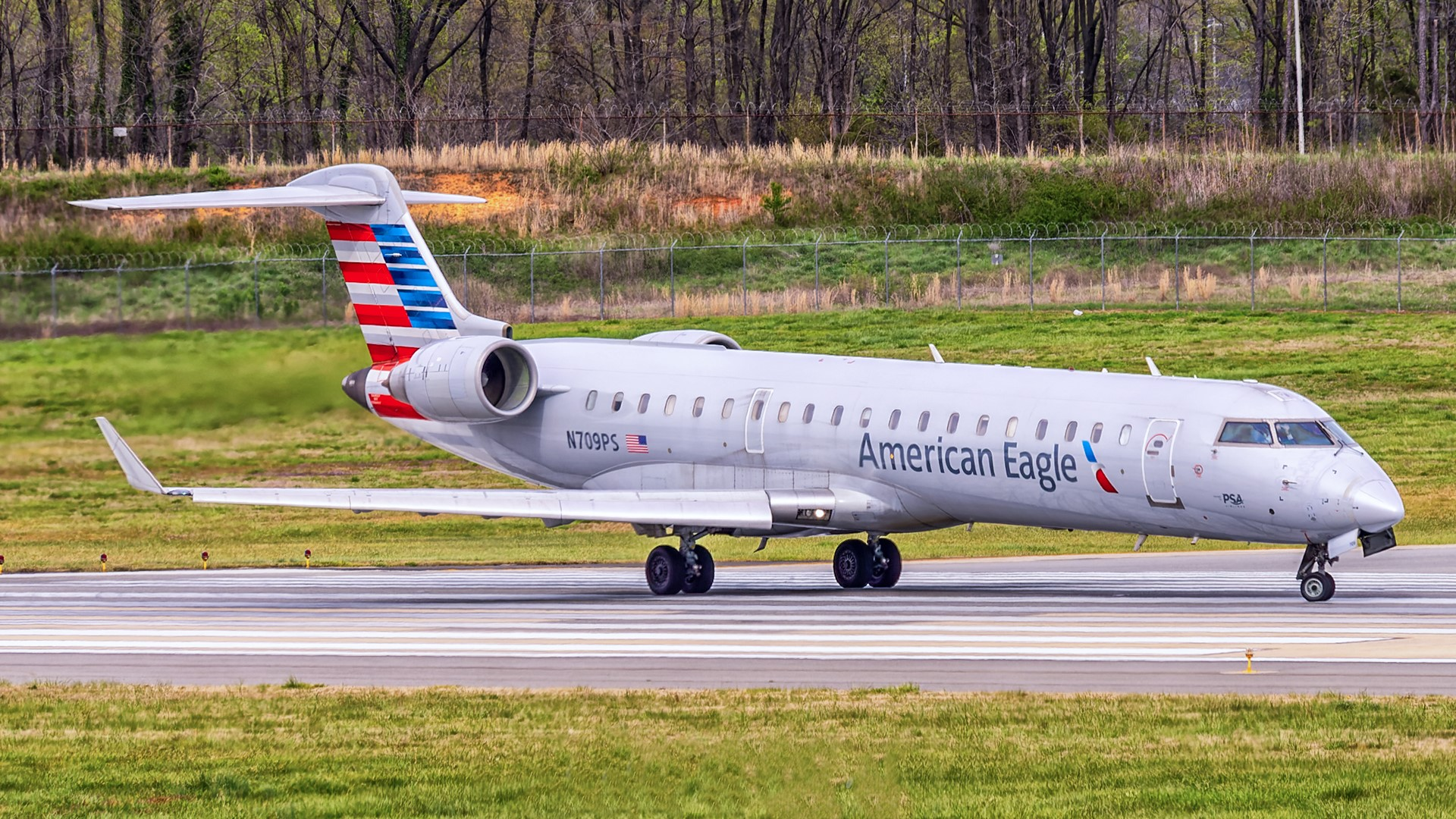
Aeronave N709PS, envolvida no acidente, fotografada no Aeroporto Internacional de Charlotte-Douglas, em 2022

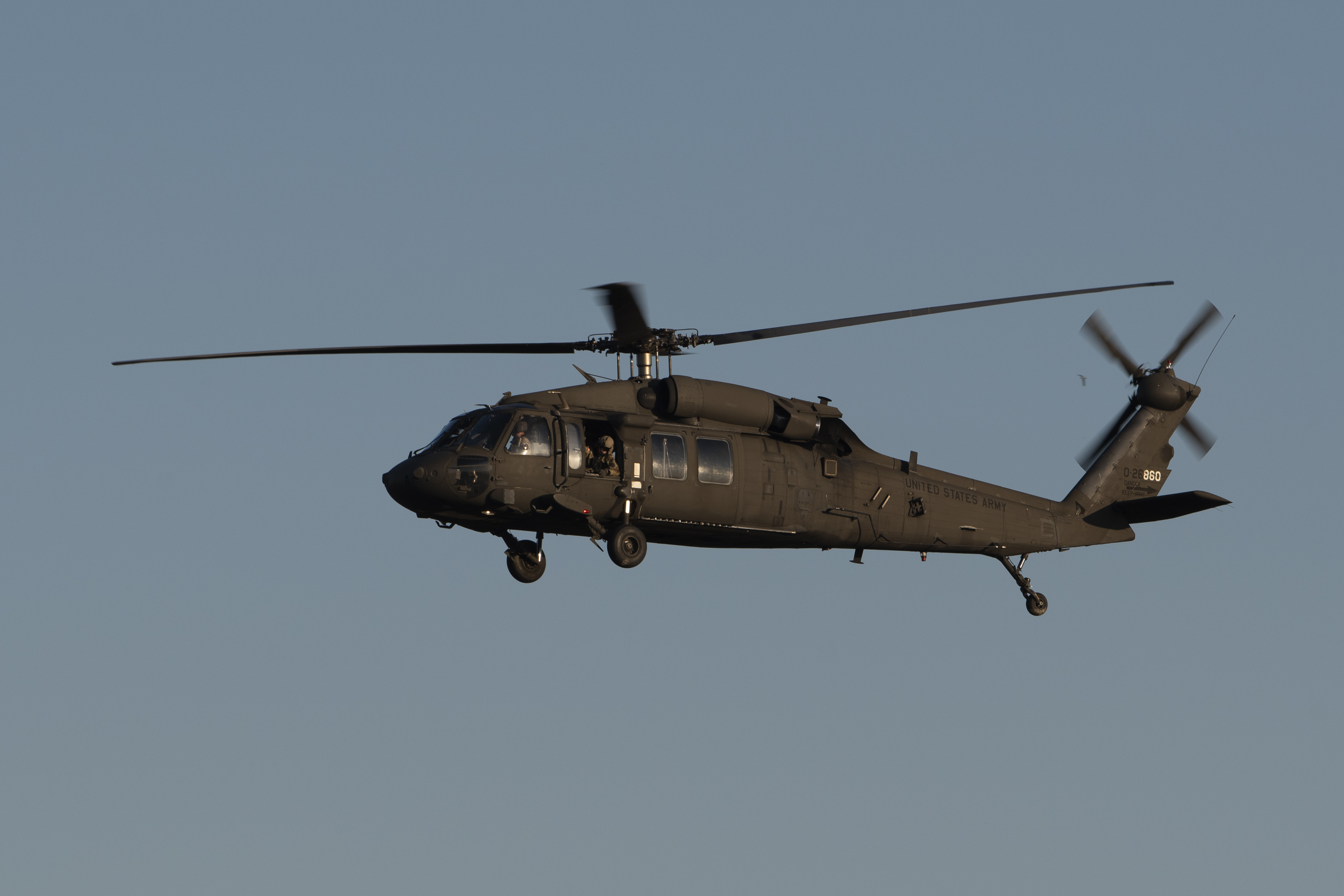
00-26860, o helicóptero militar envolvido no acidente, fotografado em outubro de 2018

O voo 5342 da American Eagle era operado por um Bombardier CRJ700 de 20 anos de uso, um jato regional comumente usado para voos de curta e média distância. Ele era configurado como um CRJ701ER, designando uma capacidade de assentos um pouco maior e alcance estendido. Fabricado em setembro de 2004, tinha o número de registro N709PS e foi transferido para a PSA Airlines para operações sob a marca American Eagle em dezembro de 2013 após a fusão da US Airways e da American Airlines. Ele foi danificado após atingir um cervo no Aeroporto Internacional Charlotte Douglas em 2017, mas foi reparado e voltou ao serviço. O voo partiu do Aeroporto Nacional Dwight D. Eisenhower de Wichita e estava a caminho do Aeroporto Nacional Ronald Reagan de Washington. Nenhum problema foi relatado quando o avião decolou de Wichita.
O helicóptero envolvido era um Sikorsky UH-60L Black Hawk do Exército dos Estados Unidos, registrado como 00–26860. O helicóptero foi configurado para uso como transporte executivo para altos funcionários e soldados dos EUA e estava voando sob o indicativo PAT25, indicando um voo de "Transporte Aéreo Prioritário". Não havia nenhum alto funcionário a bordo do helicóptero. O helicóptero da Companhia B do 12º Batalhão de Aviação em Fort Belvoir estava em um voo de treinamento saindo do Campo de Aviação do Exército de Davison quando a colisão ocorreu.

### Passageiros e tripulação
O avião transportava 60 passageiros e quatro tripulantes; o helicóptero tinha uma tripulação de três militares.
O capitão do avião, Jonathan Campos, trabalhou seis anos na companhia aérea. O primeiro oficial, Samuel Lilley, trabalhou na companhia aérea durante dois anos. Campos era natural do Brooklyn e morava em Ormond Beach, Flórida, e estudou na Embry-Riddle Aeronautical University. Lilley era natural de Richmond Hill, Geórgia, formou-se na Georgia Southern University e vivia em Charlotte, Carolina do Norte. A Associação de Comissários de Bordo informou que dois dos seus membros estavam no voo 5342.
O helicóptero tinha uma tripulação de três militares do Exército:
- o piloto, Suboficial Chefe 2 Andrew Eaves do Condado de Noxubee, Mississippi;[29]
- o chefe da equipe, sargento Ryan O'Hara do condado de Gwinnett, Geórgia;[30][31]
- um capitão, cujo nome ainda não foi tornado público a pedido da família.[32]

A NPR informou que a pessoa não identificada era "uma piloto com 500 horas de experiência de voo" e que "omitir o nome em casos como este é uma atitude altamente incomum".
- Posteriormente o capitão foi identificado. A capitã Rebecca Lobach, 28, de Durham, Carolina do Norte, era a piloto que voava e passava por seu voo anual de avaliação noturna. Ela havia acumulado mais de 450 horas de voo no momento do acidente.[33][34][35]

### Administração Federal de Aviação (FAA)
O administrador da Administração Federal de Aviação (FAA, sigla em inglês), Mike Whitaker, renunciou no dia 20 de janeiro, supostamente por conta de um conflito com Elon Musk e um administrador interino que ainda não havia sido nomeado no momento do acidente. Na altura da colisão, Chris Rocheleau era o administrador adjunto, tendo sido empossado pelo Senado na semana anterior, sendo assim o chefe interino.

### Comitê Consultivo de Segurança da Aviação (ASAC)
O Comitê Consultivo de Segurança da Aviação (ASAC, sigla em inglês), agora parte do Departamento de Segurança Interna, foi formado para melhorar a segurança da aviação após o atentado do voo 103 da Pan Am em 1988. O ASAC aconselhava principalmente a Administração de Segurança dos Transportes (TSA, sigla em inglês) sobre segurança da aviação e a maioria das suas recomendações ao longo dos últimos 35 anos foram implementadas. Em 21 de janeiro de 2025, no entanto, todos os membros foram demitidos e o comitê foi extinto pelo presidente Donald Trump. O administrador da TSA , David Pekoske, e a comandante da Guarda Costeira dos EUA, almirante Linda Fagan, também foram demitidos por Trump. Todavia, especialistas em aviação não acreditam que essas mudanças de pessoal possam ter influenciado o acidente.

## Acidente

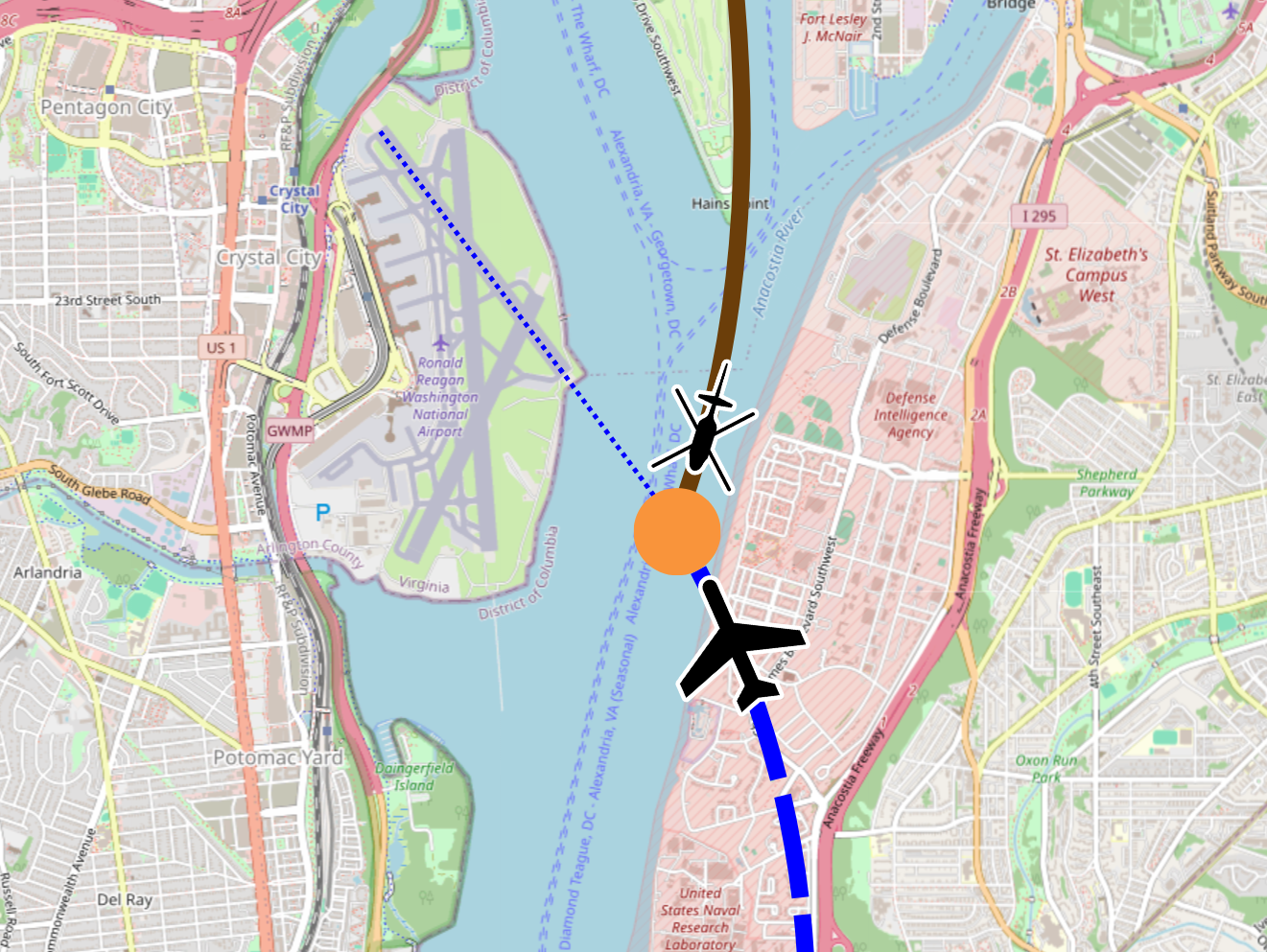
Trajetórias de voo do helicóptero e do jato regional, com localização aproximada da colisão

Por volta das 20h47 EST, menos de 30 segundos antes da colisão, um controlador de tráfego aéreo perguntou à tripulação do helicóptero se eles tinham o CRJ à vista enquanto vários CRJs estavam operando em DCA. A tripulação confirmou o contato visual com uma aeronave e solicitou "separação visual" do avião, o que foi aprovado pelo controlador. Momentos depois, o controlador instruiu o helicóptero a passar atrás do voo 5342. As duas aeronaves colidiram a menos de 91 metros altitude, com o avião voando a 206 quilômetros por hora, fazendo com que o helicóptero explodisse e caísse no rio Potomac. O transponder de rádio do CRJ700 parou de transmitir a cerca de 730 metros antes da pista 33, onde o avião pretendia pousar, com o transponder de rádio fornecendo dados incorretos por mais 1 minuto após o acidente, conforme visto nos dados ADS-B do Flightradar24.
A colisão foi capturada por uma webcam no Centro John F. Kennedy de Artes Cênicas e outro vídeo mostrou um breve rastro de fogo. Testemunhas relataram que o avião "se partiu ao meio" com o impacto, enquanto o helicóptero caiu de cabeça para baixo perto do avião. Um piloto de uma aeronave não envolvida confirmou ter visto o acidente a um controlador de tráfego aéreo e relatou ter visto sinalizadores do lado oposto do Potomac, pois seu voo estava em aproximação final.
O avião estava equipado com um Sistema de Prevenção de Colisões de Tráfego (TCAS, sigla em inglês). No entanto, o TCAS geralmente inibe seus Avisos de Resolução (RA) quando o avião está em altitude abaixo de 300 metros acima do nível do solo. Esta precaução é tomada para evitar guiar uma aeronave para potenciais colisões com o terreno ou com outras aeronaves em um espaço aéreo congestionado e para reduzir a carga cognitiva do piloto durante fases críticas do voo.
Três horas após a colisão, as autoridades confirmaram as fatalidades. A partir de 2h50 na manhã seguinte, não houve relatos de sobreviventes e as operações de busca e salvamento foram descritas como "cada vez mais sombrias". O senador do Kansas, Roger Marshall, disse que todas as 67 pessoas foram presumidas mortas.
A colisão foi o acidente de aviação mais mortal dos EUA desde o voo 587 da American Airlines em 12 de novembro de 2001, o primeiro acidente fatal envolvendo a série CRJ700 desde sua introdução em 2001, o acidente mais mortal envolvendo qualquer aeronave da série CRJ da Bombardier (superando as 53 fatalidades a bordo do voo 5210 da China Eastern Airlines) e o primeiro acidente fatal envolvendo a American Airlines desde o voo 587. Foi também o primeiro acidente fatal nos Estados Unidos envolvendo uma aeronave comercial desde o voo 3296 da PenAir em 17 de outubro de 2019  e o primeiro grande acidente de um avião comercial nos Estados Unidos desde o voo 3407 da Colgan Air em 12 de fevereiro de 2009. Além disso, foi o primeiro acidente no Rio Potomac desde que o voo 90 da Air Florida colidiu com uma ponte antes de cair no rio em 13 de janeiro de 1982.

### Resposta emergencial

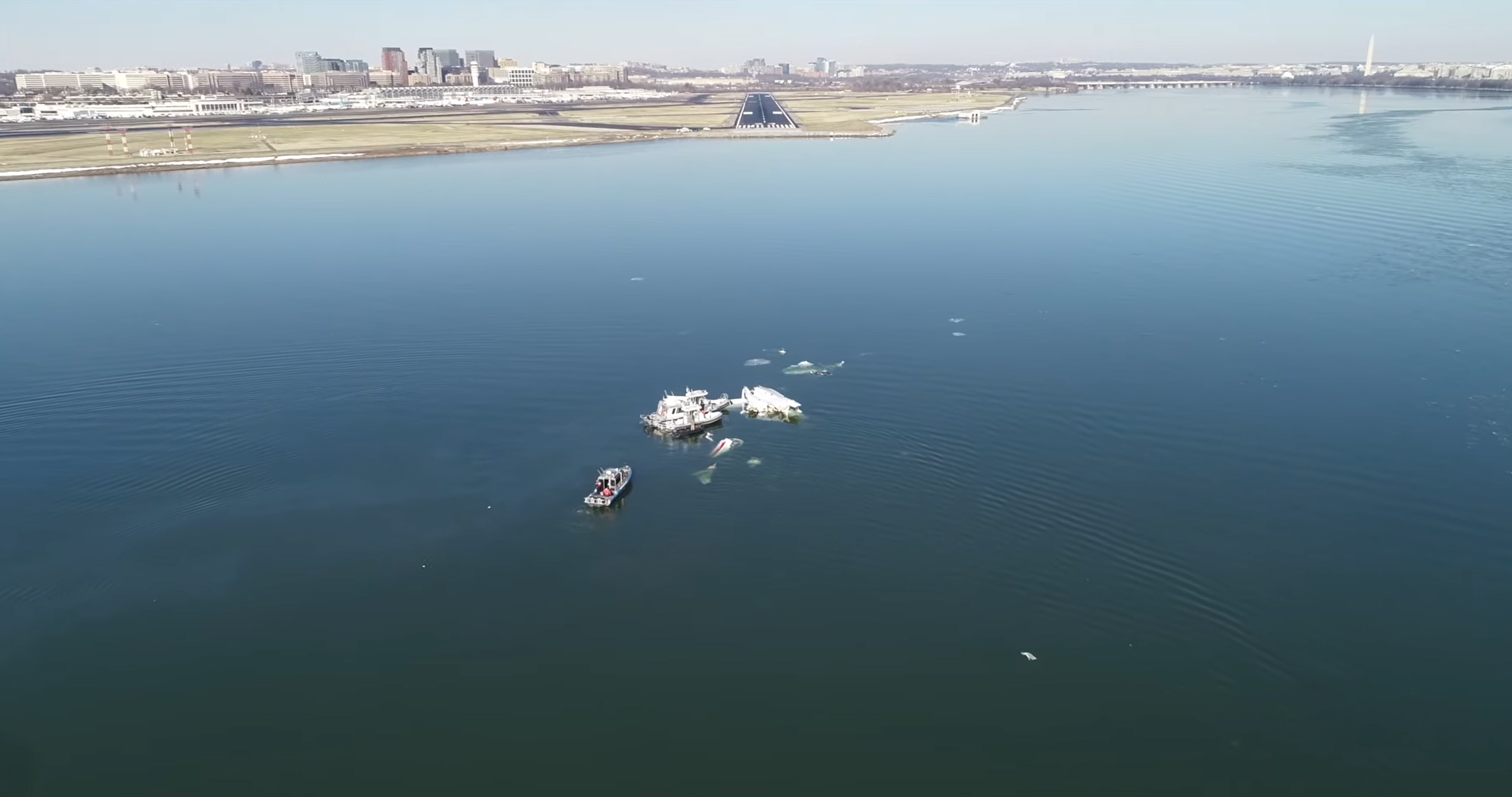
Imagem aérea dos destroços do acidente

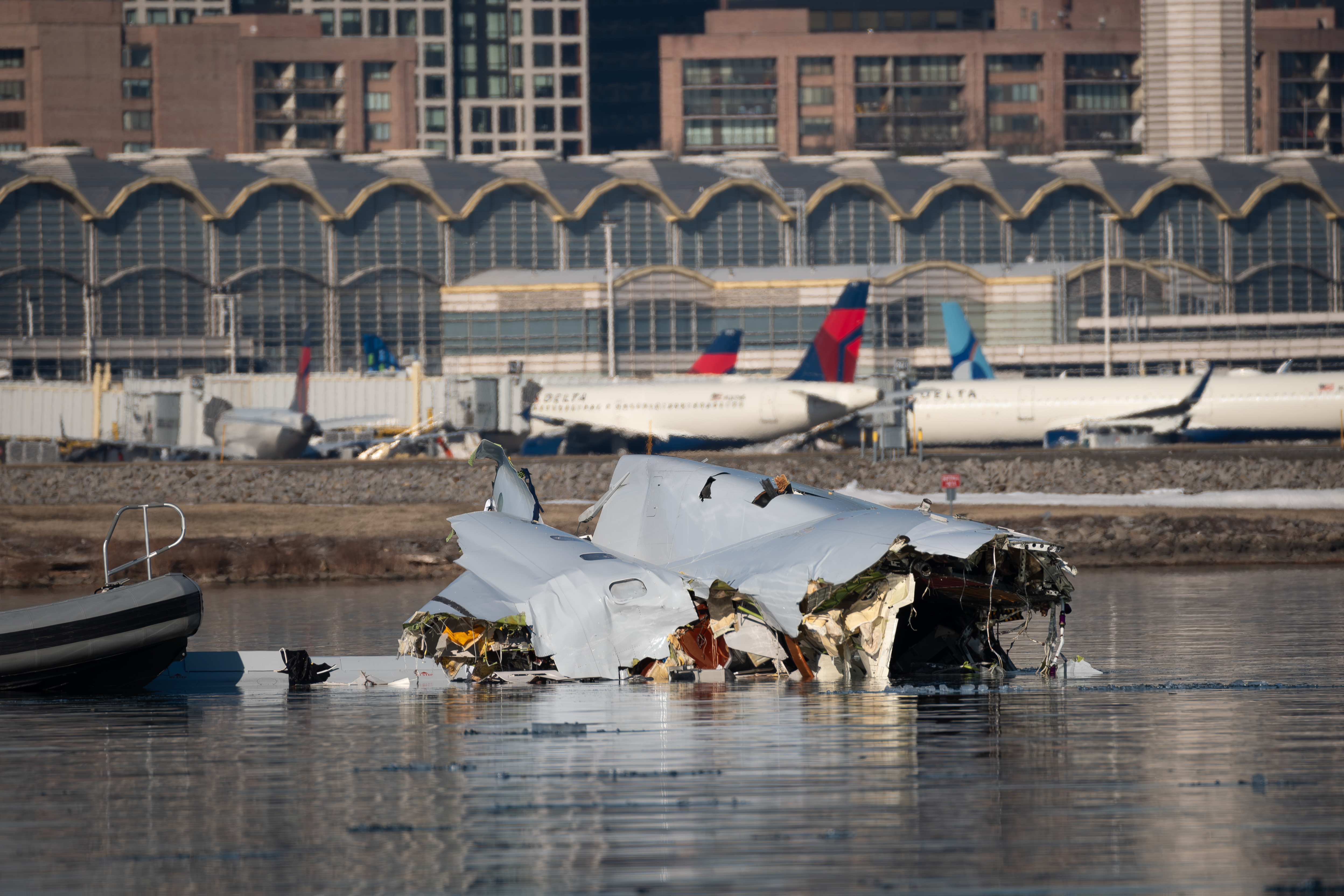
Destroços do avião

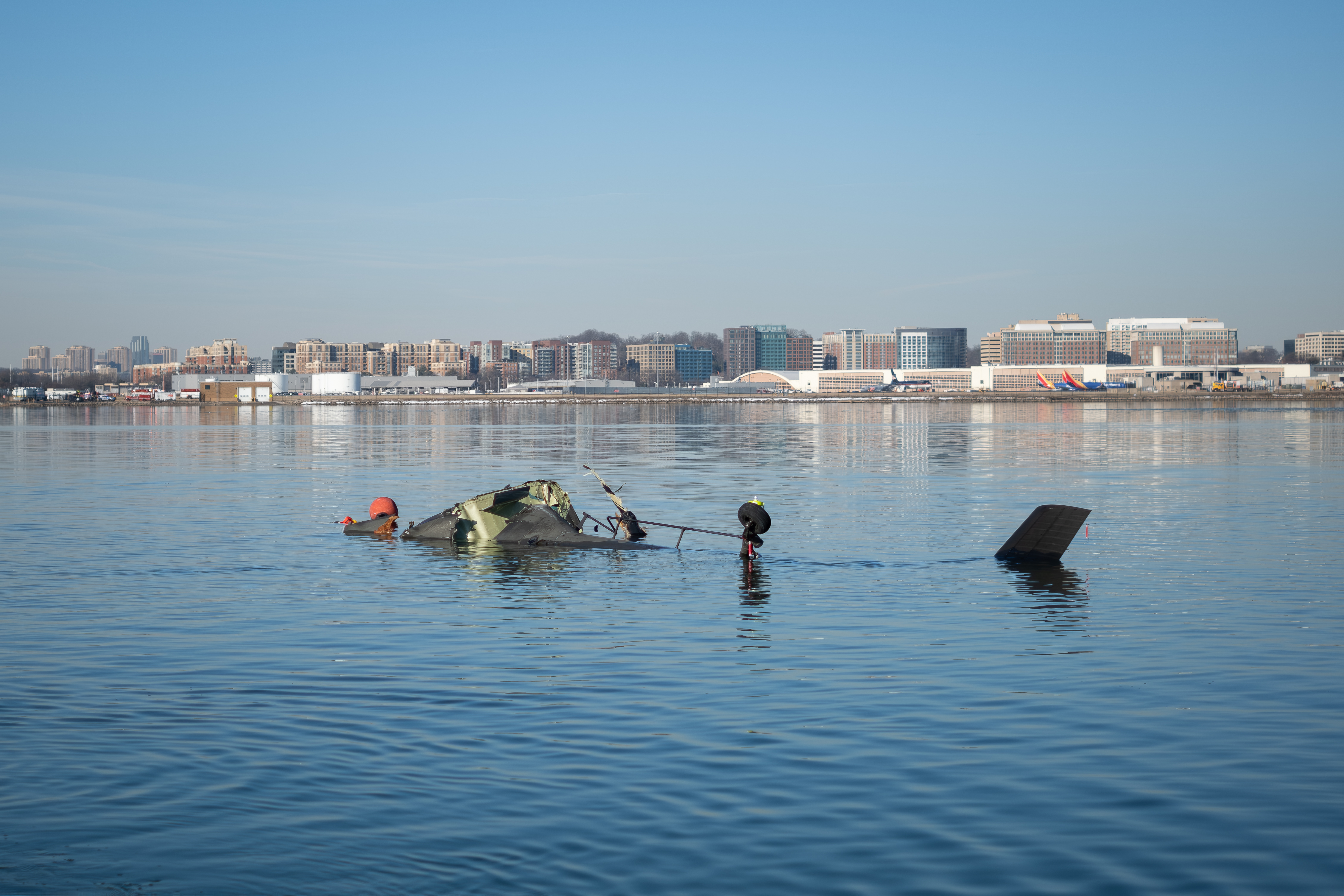
Destroços do helicóptero

Equipes de socorro, incluindo unidades da Guarda Costeira dos Estados Unidos, foram enviados ao local. Socorristas foram notificados sobre a queda de uma aeronave às 20h48. As primeiras unidades chegaram ao local às 20h58, onde encontraram a aeronave na água. A fuselagem do voo 5342 foi encontrada de cabeça para baixo em três seções no rio e está sendo recuperada. A busca por destroços foi estendida à Ponte Woodrow Wilson, 5 quilômetros ao sul do Aeroporto Nacional Reagan. Um guindaste usado para levantar destroços durante a resposta ao colapso da ponte Francis Scott Key, que aconteceu nas proximidades de Baltimore em março de 2024, foi trazido para ajudar a recolher os destroços do avião.
Barcos de bombeiros e mergulhadores foram mobilizados para procurar vítimas e sobreviventes. No entanto, os esforços de resgate foram prejudicados por baixas temperaturas, ventos fortes, gelo e água turva. A temperatura da água perto do local do acidente foi registrada em 2 ºC. Vários iates comerciais da CityCruise partiram da marina de Washington para auxiliar nas operações de busca e salvamento. Na quinta-feira, a operação de resgate transformou-se numa missão de recuperação. As autoridades disseram estar confiantes de que conseguiriam recuperar todos os corpos da aeronave. Até a tarde de sexta-feira, 41 corpos, incluindo os três soldados no helicóptero, foram encontrados e 28 foram identificados.
Após a colisão, o Aeroporto Nacional Ronald Reagan de Washington suspendeu todas as decolagens e aterrissagens, desviando voos para aeroportos próximos, incluindo o Aeroporto Internacional de Dulles, o Aeroporto Internacional de Baltimore/Washington e o Aeroporto Internacional de Richmond. O aeroporto permaneceu fechado até às 11h do dia 30 de janeiro.
A Autoridade de Trânsito da Área Metropolitana de Washington estendeu o serviço do metrô de Washington para ajudar os passageiros cujos voos foram desviados para o Aeroporto Internacional de Dulles e enviou ônibus para ajudar nas operações de socorro.

## Vítimas
Entre os passageiros estavam vários atletas de patinação artística dos EUA, equipe e familiares que retornavam de um acampamento de desenvolvimento nacional realizado em conjunto com o Campeonato de Patinação Artística dos EUA de 2025 em Wichita, Kansas. Os treinadores que viajavam como passageiros eram os russos Evgenia Shishkova e Vadim Naumov, os medalhistas de ouro da patinação artística no Campeonato Mundial de Patinação Artística de 1994, juntamente com a tricampeã e treinadora russa de patinação artística Inna Volyanskaya e outro treinador russo, Alexandr Kirsanov. Cerca de 15 passageiros podem ter sido afiliados à patinação artística. Foi a segunda vez que membros da equipe de patinação artística dos EUA morreram em um acidente de aviação, após a queda do voo 548 da Sabena em 1961 na Bélgica. Um antigo competidor indicou que era raro ter muitos patinadores americanos voando juntos após o acidente de 1961. Um patinador chileno e seu pai também estavam no avião.
Quatro passageiros eram membros do sindicato UA Steamfitters Local 602, sediado em DC. Três alunos e seis pais de escolas públicas do Condado de Fairfax, na Virgínia, estavam a bordo do voo. Dois passageiros eram advogados de um escritório de advocacia de DC. Outro passageiro era um advogado de direitos civis. Um coronel da Polícia Nacional das Filipinas, que chefiava a sua Divisão de Gestão de Abastecimento, estava entre as vítimas mortais. Um nativo de Wichita que frequentava uma faculdade em Ohio era um dos poucos habitantes do Kansas a bordo do voo. Lindsay Fields, presidente eleita da Associação Nacional de Professores de Biologia, também estava no voo. Dois cidadãos chineses, um paquistanês, dois cidadãos polaco-americanos e um número não especificado de cidadãos alemães também estavam a bordo da aeronave.
Quanto à tripulação do Sikorsky UH-60 Black Hawk, dois dos três oficiais militares que estavam a bordo do Black Hawk foram identificados: o piloto do Black Hawk, de 39 anos Suboficial 2 Andrew Eaves do Condado de Noxubee, Mississippi e o chefe da tripulação do Black Hawk, Sargento Ryan O'Hara, de 29 anos de idade de Lilburn, Condado de Gwinnett, Geórgia.

## Consequências

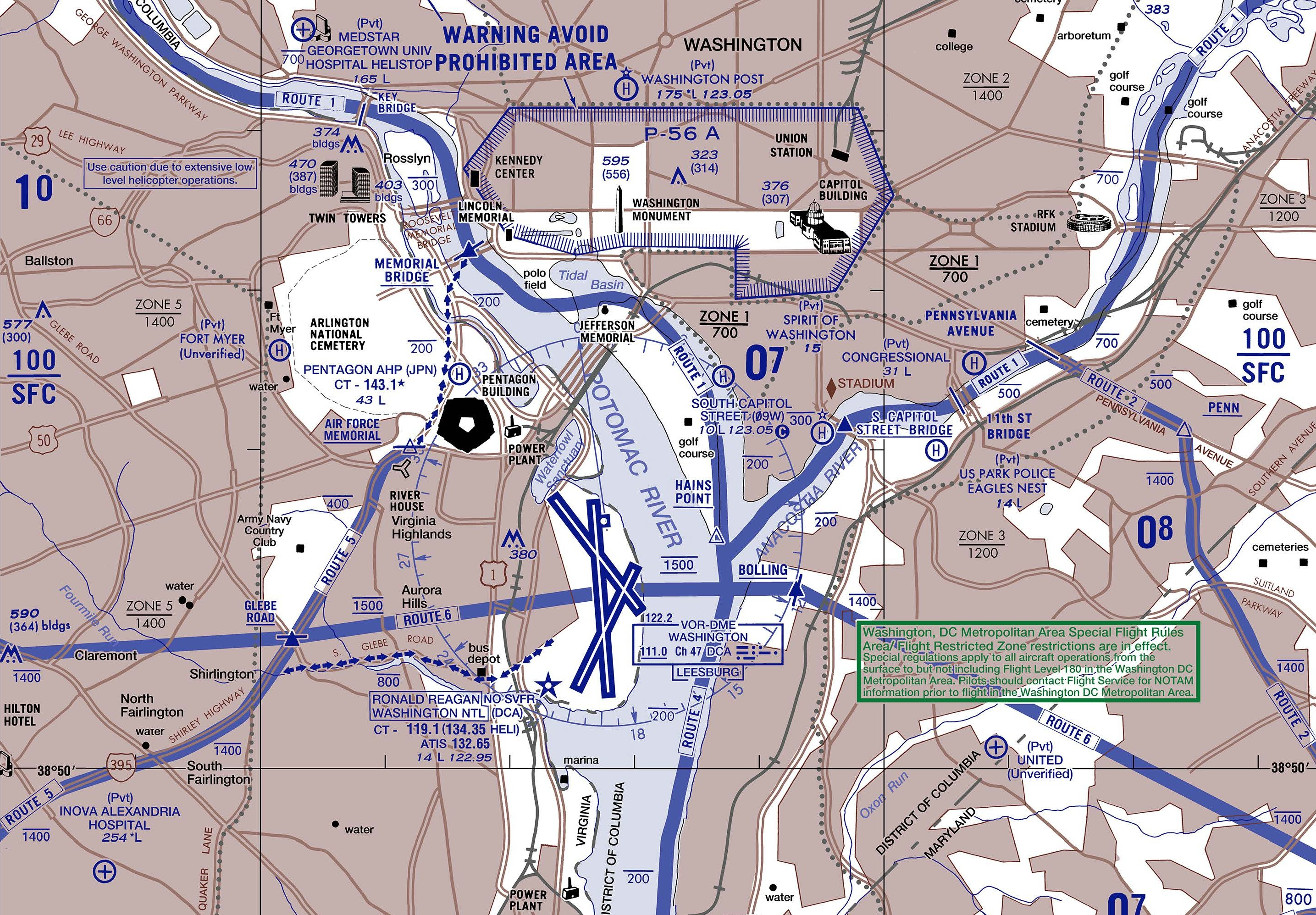
Gráfico da FAA mostrando as rotas de helicópteros perto de DCA. As rotas 1 e 4 podem ser vistas sobre o alto e baixo rio Potomac, respectivamente

Em 31 de janeiro de 2025, a FAA restringiu voos de helicóptero perto do aeroporto e fechou parcialmente a rota em que o Black Hawk estava quando colidiu com a CRJ-700 e outra rota que passa ao sul da Key Bridge, em Washington, e conecta o bairro de Georgetown a Rosslyn, Virgínia. Estas rotas, designadas Rota 4 e Rota 1, respectivamente, permanecem abertas apenas a voos policiais, médicos, de defesa aérea e de transporte presidencial.
Em 31 de janeiro de 2025, a American Airlines aposentou o voo número 5342 e declarou que o novo número para a rota nacional de Wichita para Washington será o voo 5677.

## Investigações
O National Transportation Safety Board (NTSB), a FAA, o Departamento de Defesa dos EUA e o Exército dos EUA anunciaram que iriam iniciar investigações sobre a colisão.  O NTSB preparou uma equipe de investigação para enviar ao local do acidente. O Federal Bureau of Investigation (FBI) também declarou que ajudaria na resposta, embora não houvesse indícios de terrorismo ou atividade criminosa. O Conselho de Segurança nos Transportes do Canadá (TSB) destacou uma equipe de dois investigadores para ajudar na investigação, uma vez que o Bombardier CRJ700 foi concebido e fabricado no Canadá.
Na noite de 30 de janeiro, os gravadores de dados de voo ("caixas pretas") do voo 5342 foram recuperados dos destroços e levados ao laboratório do NTSB para avaliação. O helicóptero também estava equipado com um gravador combinado de voz e dados de voo, que foi recuperado em 31 de janeiro.
No dia 4 de fevereiro, o NTSB recebeu informações atualizadas que mostram que a exibição da torre de controle de tráfego aéreo no DCA é alimentada pelo Potomac TRACON. O TRACON funde informações de vários sensores de radar e dados ADS-B, fornecendo dados de rastreamento de voo da melhor qualidade para o controle de tráfego aéreo. Esses dados mostraram que o Black Hawk estava a 91 metros (300 pés) na tela de controle de tráfego aéreo no momento da colisão. Esses dados são arredondados para os 30 metros (100 pés) mais próximos. O NTSB aguarda o Black Hawk ser recuperado da água para obter informações adicionais para verificar os pontos de dados do helicóptero.

## Respostas

### Aviação
O CEO da American Airlines, Robert Isom, em uma declaração em vídeo produzida pela companhia aérea, disse que os pilotos que pilotavam o avião eram experientes. A companhia também lançou uma linha direta para familiares dos passageiros do voo 5342. Chesley "Sully" Sullenberger, o capitão do voo 1549 da US Airways, defendeu a criação de mais zonas de segurança, bem como mais restrições aos padrões de voo após o acidente.

### Nacional
O presidente Donald Trump foi informado sobre a colisão logo após ela ter ocorrido. Pouco depois da meia-noite, Trump escreveu na Truth Social questionando as ações dos controladores de tráfego aéreo e afirmando que a situação poderia ter sido evitada. Mais tarde naquela manhã, Trump divulgou uma declaração chamando o acidente de "um acidente terrível", agradecendo aos socorristas e dizendo sobre as vítimas: "Que Deus abençoe suas almas".
Em comentários posteriores durante uma conferência de imprensa na Casa Branca, Trump alegou que os objetivos de diversidade, equidade e inclusão (DEI) da FAA, definidos pelos antigos presidentes Joe Biden e Barack Obama, foram parcialmente responsáveis pelo acidente. Durante a entrevista de um repórter, Trump concordou que ainda era cedo, mas tinha certeza de que o DEI era a culpado questão de "bom senso". Trump criticou a FAA por estar aberta à contratação de controladores de tráfego aéreo com "audição, visão, extremidades ausentes, paralisia parcial, paralisia completa, epilepsia, deficiência intelectual grave, deficiência psiquiátrica e nanismo". Esta foi uma política introduzida em 2019 pela FAA do primeiro governo Trump, que anunciou um programa para permitir que 20 pessoas com "deficiências específicas" (como mencionado por Trump acima) treinassem em centros de controle de tráfego aéreo para carreiras em operações de tráfego aéreo. No entanto, várias das deficiências listadas, como epilepsia, visão deficiente e alguns transtornos mentais, ainda eram desqualificantes para controladores de tráfego aéreo de acordo com os regulamentos da FAA, que estava aberta à contratação de pessoas com tais “deficiências específicas” para funções não especificadas desde 2013 e durante todo o primeiro mandato de Trump.
Funcionários do governo Trump também criticaram as políticas de diversidade e inclusão em 30 de janeiro, concordando com a alegação de Trump de que tais políticas podem ter causado o colapso. O vice-presidente J. D. Vance disse: "Quando você não tem os melhores padrões em quem você está contratando, isso significa, por um lado, que você não está recebendo as melhores pessoas no governo. Mas, por outro lado, isso coloca estresse nas pessoas que já estão lá." Sean Duffy, o Secretário de Transporte dos Estados Unidos, disse: "Só podemos aceitar os melhores e mais brilhantes em posições de segurança", enquanto Pete Hegseth, o Secretário de Defesa dos Estados Unidos, disse: "A era do DEI acabou no Departamento de Defesa e precisamos dos melhores e mais brilhantes", inclusive em "nosso controle de tráfego aéreo". A secretária de imprensa da Casa Branca, Karoline Leavitt, repetiu a afirmação de Trump ao afirmar que era "senso comum" culpar as iniciativas DEI pelo colapso.
Duffy também disse: "Pelo que vi até agora, acho que isso era evitável? Absolutamente". Hegseth também disse que a tripulação do helicóptero era "bastante experiente" e estava passando por "retreinamento anual de rotina - voos noturnos em um corredor de voo padrão para uma missão de continuidade do governo".
Os senadores do Kansas, Roger Marshall e Jerry Moran, disseram que estavam se comunicando com as autoridades sobre a colisão. Don Beyer, representante dos EUA no 8.º distrito congressional da Virgínia, onde o aeroporto está localizado, disse que estava em contato com autoridades do aeroporto sobre o acidente. O governador da Virgínia, Glenn Youngkin, declarou que socorristas do norte do estado estavam sendo enviados para ajudar nos esforços de recuperação. A governadora do Kansas, Laura Kelly, declarou que estava em contato com as autoridades sobre a colisão. O governador de Maryland , Wes Moore, elevou o status do Centro de Operações de Emergência de Maryland para "reforçado" para ajudar nas operações de recuperação.
Os usuários das redes sociais rapidamente identificaram erroneamente o piloto como a suboficial Jo Ellis, uma piloto de helicóptero transgênero da Guarda Nacional do Exército da Virgínia; no entanto, uma declaração subsequente da Guarda Nacional refutou isso, dizendo que não havia nenhum membro da Guarda Nacional da Virgínia a bordo do helicóptero.
Foi realizada uma vigília na Câmara Municipal de Wichita em memória das vítimas.

#### Controvérsia e reação
Trump recebeu várias críticas por suas alegações de que as iniciativas DEI eram as culpadas pelo acidente, inclusive do ex-secretário de Transportes Pete Buttigieg, a quem Trump criticou em seu discurso. Buttigieg afirmou que as alegações de Trump eram "desprezíveis" e que ele deveria "liderar, não mentir". A representante Ilhan Omar, do Minnesota, criticou Trump por "colocar a culpa deste acidente mortal nas minorias e nas mulheres brancas" e que os comentários foram "repugnantes, racistas e sexistas". O líder da minoria no Senado, Chuck Schumer, de Nova York, também criticou os comentários de Trump, chamando-os de "especulação ociosa". O senador de Maryland, Chris Van Hollen, criticou Trump ao afirmar que ele estava "fazendo um show político em cima dessa terrível tragédia". Sully Sullenberger respondeu a Trump afirmando que "um avião não pode saber ou se importar" com a raça ou gênero de um piloto, mas só pode se importar com "quais são as entradas de controle" e que ele estava "enojado" com os comentários de Trump. O senador Chris Murphy, de Connecticut, declarou que Trump estava "culpando os negros e as mulheres que trabalham na FAA sem nenhuma evidência". O representante Jesús "Chuy" García, de Illinois, declarou que Trump estava "explorando o desastre para continuar a espalhar mentiras racistas e divisões por todo o país".

### Internacional
O Comitê Olímpico Internacional disse que "estende suas sinceras condolências a todos os afetados, que entendemos que podem incluir atletas olímpicos, jovens atletas e sua equipe de apoio". No Campeonato Europeu de Patinação Artística de 2025, que começou na manhã da colisão, um minuto de silêncio foi observado para lamentar a perda dos patinadores artísticos e familiares. A União Internacional de Patinação e muitas federações internacionais de patinação também ofereceram as suas condolências.
O Papa Francisco enviou pessoalmente um telegrama à Casa Branca expressando condolências pelas vítimas da colisão. A Embaixada Russa nos Estados Unidos enviou condolências às famílias dos cidadãos russos que morreram no acidente. O primeiro-ministro canadiano , Justin Trudeau, ofereceu as suas condolências “aos familiares enlutados e aos entes queridos que enfrentam perdas inimagináveis” e apoiou o Conselho de Segurança nos Transportes do Canadá durante toda a investigação. O governo brasileiro, por meio do Ministro das Relações Exteriores, prestou condolências pelo acidente. O primeiro-ministro indiano, Narendra Modi, expressou condolências, transmitindo as suas condolências às famílias das vítimas e reafirmando a solidariedade da Índia com os Estados Unidos.